# Raf Verhulst

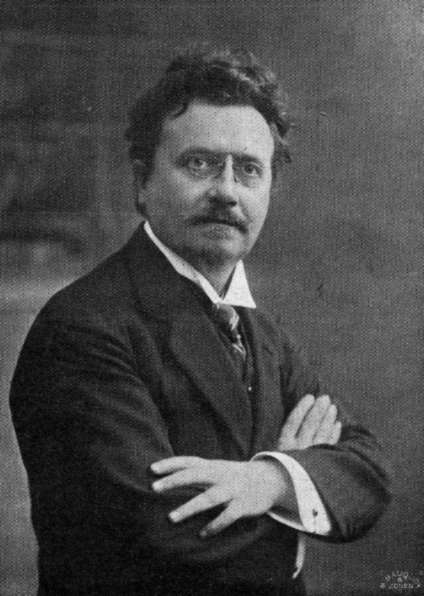
Raf Verhulst

Raf Verhulst, eigentlich Rafaël Verhulst (* 7. Februar 1866 in Wommelgem; † 24. März 1941 in Vaals) war ein flämischer Journalist, Schriftsteller und Lehrer nationalistischer Tendenz. Die letzten 20 Jahre seines Lebens verbrachte er in Deutschland. Er publizierte teils unter den Pseudonymen Antorf, Luc, Koen Ravestein, S.T. Rijder, Jan Terzake.

## Leben und Wirkung
Nach einem Studium an der Katholischen Universität in Leuven ist Verhulst in Antwerpen als Angestellter beim Stadtrat, Lehrer am Konservatorium und Journalist tätig. 1904 findet er starke Beachtung mit seinem Theaterstück Jesus der Nazarener. Verhulst schreibt neben Dramen und Gedichten Pamphlete und Romane. Während des Ersten Weltkrieges gibt er „die Stimme des Aktivismus“ Het Vlaamsche Nieuws heraus. 1918 flieht er in die Niederlande. Der Abwesende wird wegen Kollaboration (mit den deutschen Besatzern) zum Tode verurteilt. 1921 geht Verhulst nach Göttingen, wo er an einem neugegründeten Institut der Universität, das hinfort als Hort der flämischen Hoffnungen gilt, für 10 Jahre niederländische Sprache und Literatur unterrichtet. Ab 1931 wohnt er bei Aachen. Er bleibt flämischer „Volkstumsaktivist“ und veröffentlicht entsprechende Artikel, setzt sich nach wie vor für ein deutsch-flämisches Bündnis ein. Zum 70. Geburtstag wird der inzwischen „glühende Bewunderer Hitlers“ im nationalsozialistischen Deutschland mit einem Sammelband geehrt, an dem sich u. a. auch die völkischen und nationalsozialistischen Publizisten Robert Paul Oszwald (Herausgeber), Franz Fromme, August Borms, Antoon Jacob und der diesem Spektrum zugehörige Maler Erich Klahn beteiligen. In seinem Todesjahr (1941) bekommt er für den Roman Jan Coucke en Pieter Goethals den „in die deutsche Besatzungspolitik eingebundenen“ flandrischen Rembrandt-Preis.

## Schriften
- Langs groene hagen, 1899/1915.
- Jezus de Nazarener, Drama, 1904.
- Semini's kinderen, Drama, 1907.[7]
- Telamon en Myrtalee, Drama, 1909.
- Devant un verre de bière; La situation flamande vue dans un miroir wallon. Pour les Wallons de bonne foi, 1929.
- Belgien vor dem Weltgericht, 1929.
- Dr. August Borms, 1929.
- Cauchonie. Antwoord aan den Kardinaal. Het proces van 't gezag van de bischoppen, 1930.
- Naar een republiek Vlaanderen. Aan de Vlaamsche socialisten! Aan al de werklieden van Vlaanderen!, 1930.
- Jan Coucke en Pieter Goethals, Historischer Roman, 1938.
- De jeugd van Tijl Uilenspiegel, Roman für junge Leute, 1942 posthum, deutsche Ausgabe: Wolfshagen-Scharbeutz (Lübecker Bucht) 1955.[8]

Verhulst schrieb auch mindestens zwei Opern-Libretti.